# 김영제
김영제(金甯濟, 1883년~1954년)는 근세 조선(고종 ~ 일제강점기)의 국악 이론가, 연주가이다. 충청도 괴산에서 출생하였고, 호는 괴정(槐庭), 본관은 경주이다.

## 생애
조선 말기 유명한 국악의 가문에서 태어났다. 순조 때 악사로 가야금과 정재춤의 명인으로 익종(翼宗)을 도와 공을 세운 김창하(金昌河)가 증조할아버지이다. 초대 악사장을 지낸 가야금의 대가 김종남(金宗南)이 양(養)할아버지이며, 철종 때의 가야금 명인 김종표(金宗杓)가 할아버지이다.
어려서 한문을 공부하고 1897년에 장례원 전악에 임명되고, 1908년 궁내부 국악사로 임명되었고, 1911년에는 이왕직 아악사로 임명되었다. 1928년에는 4대 아악사장을 역임했다. 국악 자료의 수집, 악서 편찬, 악보 정리, 악기 정리 등의 공이 크다고 평가받는다.